# ツーソン (軽巡洋艦)
ツーソン (USS Tucson, CL/CLAA-98) は、アメリカ海軍の巡洋艦。アトランタ級軽巡洋艦の8番艦。艦名はアリゾナ州ツーソンに因む。

## 艦歴
「ツーソン」はカリフォルニア州サンフランシスコのベスレヘム・スチール社で1942年12月23日に起工。1944年9月3日にエメット・S・クラウンチ夫人によって命名・進水、1945年2月3日に艦長アーサー・D・エイロールト大佐の指揮下で就役した。
サンフランシスコでの艤装およびサンディエゴ沖での整調後、「ツーソン」は5月8日に西太平洋に向けて出航した。5月13日に真珠湾に到着し、3週間の追加訓練の後6月2日に再び西へ向かう。6月13日、14日にウルシー環礁で停泊し、6月16日にレイテ島に到着した。ツーソンは第38任務部隊（ジョン・S・マケイン・シニア中将）に配属され、ジェラルド・F・ボーガン少将率いる第38.3任務群、空母「エセックス (USS Essex, CV-9) 」「タイコンデロガ (USS Ticonderoga, CV-14) 」「ランドルフ (USS Randolph, CV-15) 」「モンテレー (USS Monterey, CVL-26) 」「バターン (USS Bataan, CVL-29) 」を中心とする部隊の護衛を担当した。
「ツーソン」は空母部隊と共に日本本土に対する攻撃に参加した。7月1日に第38任務部隊と共にレイテ湾を出撃し、日本の北部に向かう。7月10日に空母は東京へ艦載機部隊を出撃させた。7月14日、15日に艦載機部隊は北海道への攻撃を行い、青函連絡船を全滅させた。その後本州南方に戻り、17日および18日には再び東京への空襲を行った。7月24日および28日には空母と共に四国南方へ向かい、艦載機部隊は瀬戸内海での船舶への攻撃および呉軍港空襲を行った。7月30日には神戸と名古屋を攻撃。その後、燃料および物資補給のため南へ後退する。8月の第2週は本州北方で空母の護衛を担当し、その後8月13日には東京を攻撃する部隊と共に南へ向かう。2日後に日本は降伏した。
降伏調印式は9月2日に行われたが、「ツーソン」は式の後も日本に留まって第38任務部隊と共に本州東部に向かい、占領軍の移動を支援した。9月20日に移動し、2日後沖縄に到着、その後帰国の途に就く。途中真珠湾に立ち寄り10月5日にサンフランシスコに到着した。10月23日、サンペドロに向かい、10月27日および28日に海軍記念日の式典に参加した。29日にサンディエゴに向かい、太平洋艦隊訓練司令部に合流、対空砲撃訓練艦の任務に就く。1945年11月から1946年8月までおよそ5,000名の士官および兵員が5インチ砲、40ミリ機関砲、20ミリ機銃で訓練を行った。訓練任務の間にも太平洋各地の港で行われた特別の式典に参加するため、その任務を周期的に中断した。
9月6日に「ツーソン」はピュージェット・サウンド海軍造船所入りし、3ヶ月に及ぶオーバーホールを開始した。完了後は2ヶ月にわたって、ハワイで行われる艦隊演習に備えてサンディエゴ沖で訓練を行った。1947年2月24日にサンディエゴを出航しハワイ海域に向かう。艦隊演習が完了すると3月11日に真珠湾に入港したが、18日には出航しハワイの北西部で遭難した「フォート・ディアボーン (SS Fort Dearborn) 」の生存者の捜索を行った。
3月27日に「ツーソン」はサンディエゴに帰還し、西海岸での通常任務を再開、夏まで継続する。7月28日に西海岸を離れ真珠湾経由で極東に赴く。8月15日に横須賀に到着、続く2ヶ月間は黄海、東シナ海での偵察巡航に費やし満州および中国北部での国共内戦の様子を観察した。この配備の間、上海を2度、青島を1度訪れている。10月19日に横須賀に帰還し、翌日帰国の途に就く。11月6日にサンディエゴに到着し、西海岸での任務を再開した。
1949年2月9日に「ツーソン」は不活性化の準備を始めるためメア・アイランド海軍造船所に入渠した。1949年6月11日に退役し、太平洋予備役艦隊サンフラシスコ・グループで係留される。メア・アイランドで保管された後1966年6月1日に除籍された。その後船体は1970年まで試験に使用され、1971年2月24日にカリフォルニア州ターミナル・アイランドのナショナル・メタル・アンド・スチール社にスクラップとして売却された。「ツーソン」の砲塔基盤のうちの一つは、命名元のツーソンにあるアリゾナ大学内のヴァン・デ・グラーフ粒子加速器の基盤に転用され、2005年まで使用された。
「ツーソン」は第二次世界大戦の戦功で1個の従軍星章を受章した。